# Startnotitie
Een startnotitie of startnota is een geschreven voorbereidende tekst over een voorgenomen bedrijfsactiviteit, beleidsvoornemen of beleidswijziging.

## Begrip
Het begrip wordt vaak gebruikt door de overheid. In Nederland wordt het begrip startnotitie gebruikt en incidenteel ook startnota en in België startnota. Het is vaak de eerste verkenningsstudie over de mogelijkheden, kansen en gevaren en de te nemen maatregelen over een bepaald onderwerp. Maar ook in het bedrijfsleven wordt van startnotities gebruikgemaakt wanneer men een nieuwe ontwikkeling in de bedrijfsactiviteiten overweegt en hiertoe verkennend aan de slag gaat.

## Totstandkoming
Een startnotitie kan opgesteld worden binnen de organisatie of het bedrijf zelf door deskundigen of in opdracht worden geschreven door een extern bureau. Het geeft inzicht in de uitgangspunten van de voorgenomen maatregelen of beleidswijziging of nieuwe geplande activiteiten en de gevolgen ervan voor de organisatie.

## Doel en inhoud
Startnotities hebben mede tot doel om zowel belanghebbenden als de verantwoordelijken in een vroegtijdig stadium bij de besluitvorming te betrekken. Vaak worden in een startnotitie verschillende scenario's uitgewerkt. De bespreking van een startnotitie met geledingen binnen organisatie, bedrijf of maatschappij en met de bestuurlijk verantwoordelijken kan als uitkomst hebben dat één bepaald scenario wordt uitgekozen, dat vervolgens nader wordt uitgewerkt in een plan van aanpak of een bedrijfsplan.

## Voorbeelden
Een bekend voorbeeld van een startnotitie binnen de Nederlandse overheid is de Startnotitie Milieueffectrapportage. Een lokaal voorbeeld is de startnotitie, die wethouder Henk Pijlman in 1995 in Groningen presenteerde met betrekking tot de zogenaamde Volledagschool. Deze notitie vormde het startpunt van de ontwikkeling van de Vensterscholen, een onderwijsvorm die in andere steden wel Brede school wordt genoemd.